# الفحص العكسي
الفحص العكسي أو الرجعي هو طريقة جديدة لتحديد خصوصية وانتقائية جزيئات الدواء للبروتين المستهدف أو أي جزيء ضخم آخر. وهو عكس طريقة الفحص الافتراضي حيث يستخدم البروتين المستهدف للتعرف على الربيطة عالية الانجذاب من المكتبات التي تحتوي على مئات الألوف من الجزيئات الصغيرة. في المقابل، فإن طريقة الفحص العكسي تستخدم جزيئات دواء معروف لفحص مكتبة البروتينات التي تحتوي على مئات الألوف من الهياكل المأخوذة من التقنيات التجريبية وتقنيات النمذجة. يقيس مدى تفاعل الدواء مع المحتوى البروتيني للإنسان كفائته ويقيس أيضاً التأثيرات الجانبية طويلة الأمد.
من المتوقع أن يؤدي الفحص العكسي دوراً رئيساً في مجال ضبط الجودة في صناعة الأدوية.